# Jenny Estrada

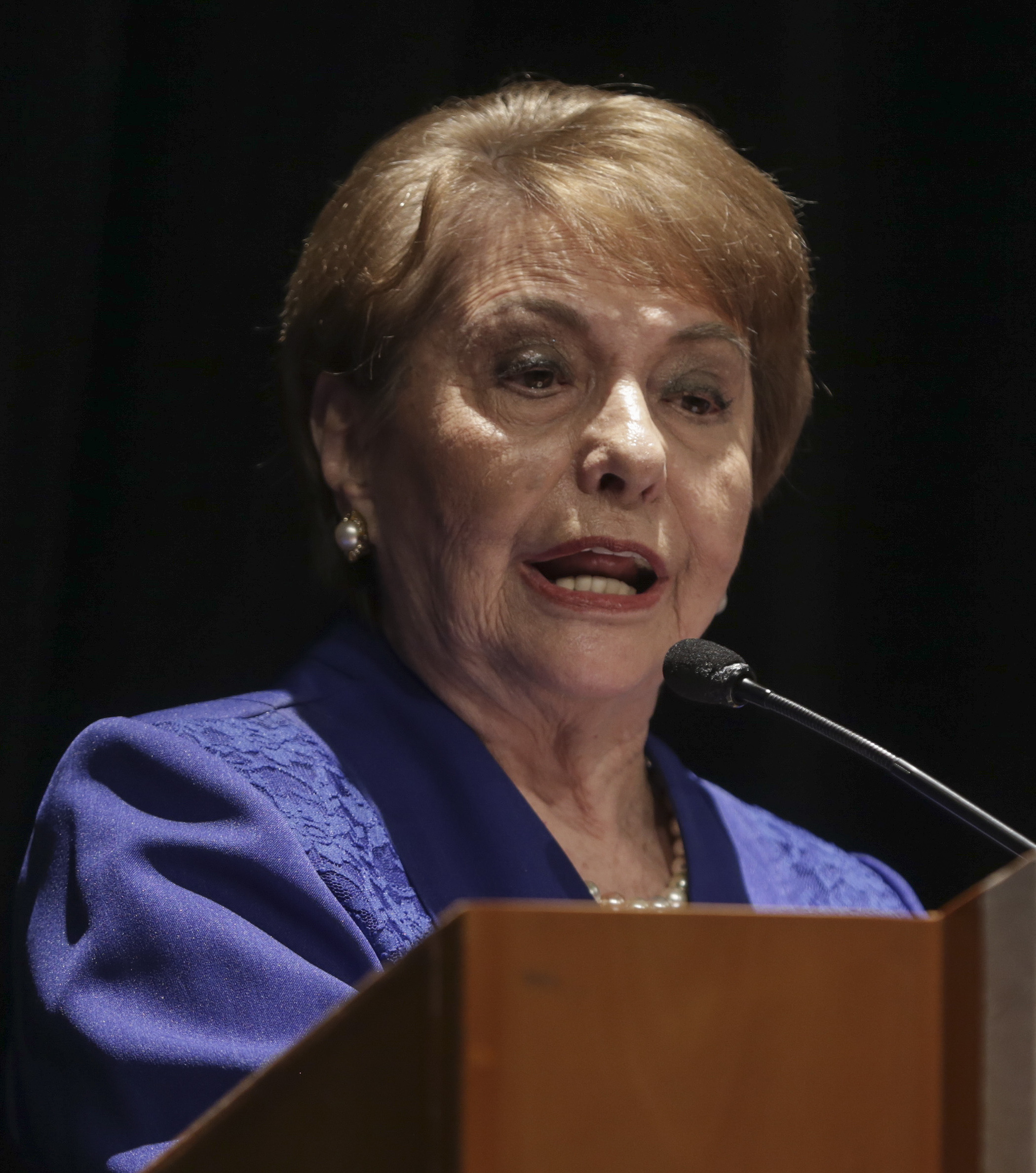
Jenny María Estrada Ruiz (2018)

Jenny María Estrada Ruiz (21 tháng 6 năm 1940  –  9 tháng 2 năm 2024) là một nhà văn và nhà báo người Ecuador.
Bà từng học tại trường trung học "La Inmaculada" ở Guayaquil và làm việc cho ấn phẩm "El Universo".
Bà qua đời ở tuổi 83 vào ngày 9 tháng 2 năm 2024.

## Tác phẩm
- Las mujeres de Guayaquil, siglo XVI al XX (1972)
- Personajes y circunstancias
- Matilde Hidalgo de Prócel, una mujer total (1981)
- Mujeres de Guayaquil (1984)
- La epopeya del Aviso Atahualpa (1990)
- Ancón en la historia petrolera ecuatoriana: 1911 - 1976
- El montubio
- Los italianos de Guayaquil